# Woigot
Le Woigot est une rivière française qui coule dans le département de Meurthe-et-Moselle, en région Grand Est. C'est un affluent de l'Orne en rive gauche, donc un sous-affluent du Rhin par la Moselle.

## Géographie
Le Woigot prend sa source (en fait une conjonction de sources) près de Landres et Mont-Bonvillers, sur le territoire de cette dernière commune, à 307 m d'altitude dans le bois de la Rappe et Bois de Saint-Paul. Tout au long de son parcours qui se fait totalement en Meurthe-et-Moselle, il maintient une orientation allant du nord-ouest vers le sud-est. Après avoir traversé Mance, le Woigot va alimenter le plan d'eau (de la Sangsue) de Briey et se jeter ensuite dans l'Orne en rive gauche à Auboué, à 194 m d'altitude, après un parcours de 20,6 km.

## Communes et cantons traversés
Dans le seul département de Meurthe-et-Moselle, le Woigot traverse ou longe les neuf communes suivantes et trois cantons :
- dans le sens amont vers aval : Mont-Bonvillers (source), Mairy-Mainville, Tucquegnieux, Bettainvillers, Mancieulles, Mance, Briey, Moutiers, Auboué (confluence).

Soit en termes de cantons, le Woigot prend source dans le canton d'Audun-le-Roman, traverse le canton de Briey, et conflue dans le canton d'Homécourt, le tout dans l'arrondissement de Briey.

## Affluents
Le Woigot a quatre tronçons affluents référencés :
- le ruisseau de Préel (rd), 1,6 km sur la seule commune de Mairy-Mainville.
- le ruisseau des Froides Fontaines (rg), 4 km sur les trois communes de Mairy-Mainville, Anderny, Tucquegnieux.
- le Grand Ru (rd), 3,5 km sur les quatre communes de Mancieulles, Anoux, Mairy-Mainville, Tucquegnieux avec un affluent : 
  - le ruisseau d'Hâpré ou ruisseau la Multat (rd), 3,5 km sur les trois communes de Norroy-le-Sec, Anoux, Mairy-Mainville.
- le Ruisseau de la Vallée (rg), 12 km sur les six communes de Mance, Briey, Mairy-Mainville, Anderny, Tucquegnieux, Bettainvillers.

Le rang de Strahler est donc de trois.

## Hydrologie
Le Woigot est une rivière abondante, à l'instar de certaines de ses voisines de la région de l'ouest de la Lorraine. Son débit a été observé durant une période de 41 ans (1967-2008), à Briey, ville située peu avant son confluent avec l'Orne. La surface ainsi étudiée est de 75,8 km2, soit plus de 85 % de la totalité du bassin versant de la rivière qui en compte 84,6.
Le module de la rivière à Briey est de 1,26 m3/s.
Le Woigot présente des fluctuations saisonnières de débit bien marquées, comme très souvent en Lorraine. Les hautes eaux se déroulent en hiver et au début du printemps et se caractérisent par des débits mensuels moyens allant de 1,99 à 2,27 m3/s, de janvier à mars inclus (avec un maximum en février). À partir du mois d'avril, le débit baisse progressivement jusqu'aux basses eaux d'été-automne qui ont lieu de juillet à octobre inclus, entraînant une baisse du débit mensuel moyen jusqu'à 0,496 m3/s au mois de septembre. Mais ces moyennes mensuelles ne sont que des moyennes et cachent des fluctuations plus prononcées sur de courtes périodes ou selon les années.
Le Woigot est une rivière fort bien alimentée. La lame d'eau écoulée dans son bassin versant est de 522 millimètres annuellement, ce qui est largement supérieur à la moyenne d'ensemble de la France (320 millimètres), et aussi nettement plus élevé que la moyenne du bassin de la Moselle (445 millimètres à Hauconcourt) et de l'Orne (326 millimètres à Rosselange). Le débit spécifique(ou Qsp) atteint de 16,5 litres par seconde et par kilomètre carré de bassin.

### Étiage
Aux étiages, le VCN3 peut chuter jusque 0,067 m3/s (67 litres), en cas de période quinquennale sèche, ce qui est assez sévère. Mais ce fait est fréquent parmi les rivières de la région.

### Crues
Les crues peuvent être assez importantes, compte tenu de la petitesse du bassin versant. Les QIX 2 et QIX 5 valent respectivement 16 et 25 m3/s. Le QIX 10 est de 30 m3/s, le QIX 20 de 35 m3/s, tandis que le QIX 50 se monte à pas moins de 42 m3/s.
Le débit instantané maximal enregistré à Briey a été de 56,2 m3/s le 21 décembre 1993, tandis que la valeur journalière maximale était de 23,1 m3/s le même jour. Si l'on compare la première de ces valeurs à l'échelle des QIX de la rivière, l'on constate que cette crue était largement supérieure au niveau d'une crue cinquantennale, sans doute centennale ou plus, et donc tout à fait exceptionnelle.

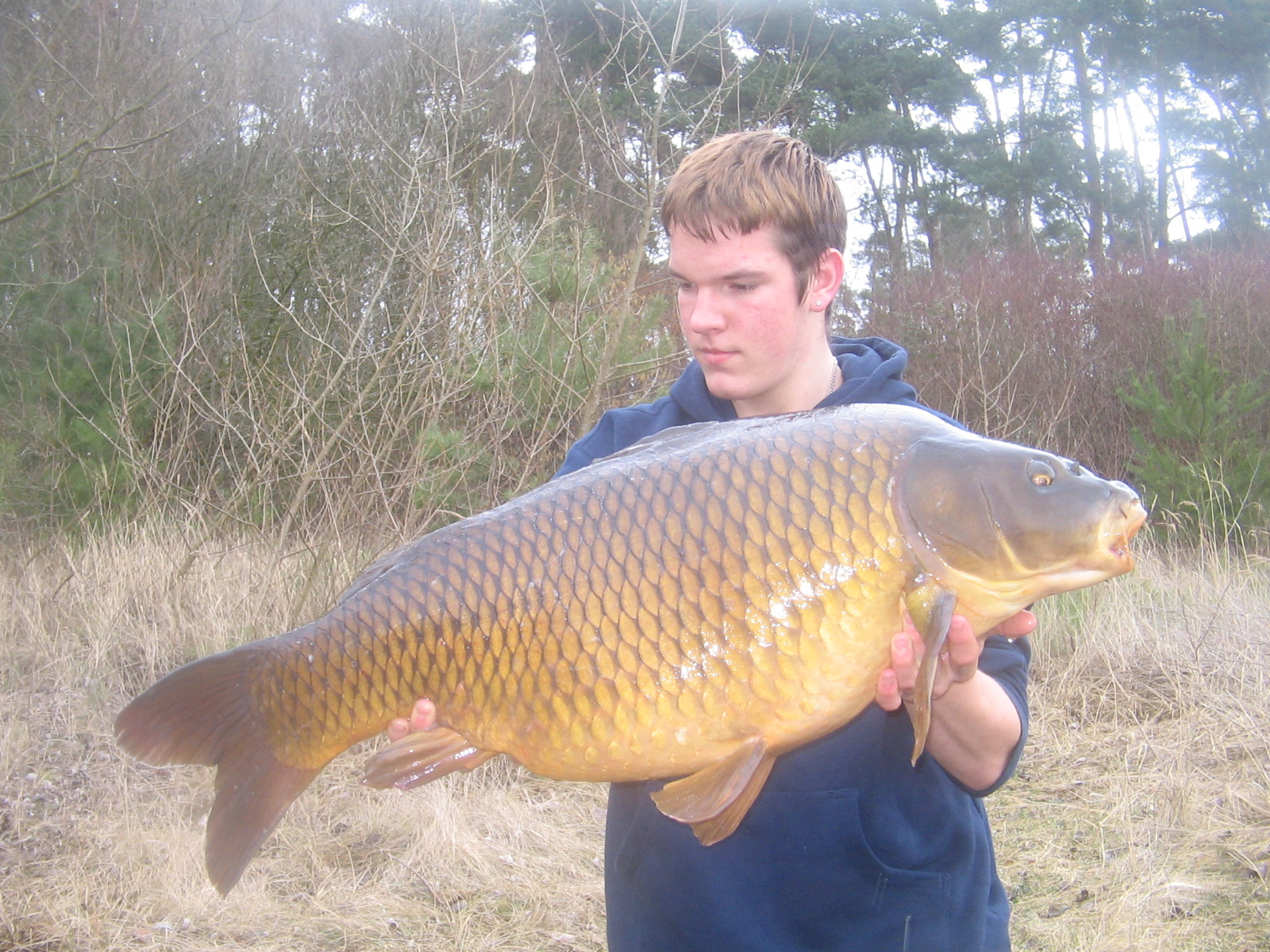
L'homme tient une carpe dans ses mains.

## Pêche
De sa source jusqu'au déversoir près de l'ancien moulin de Dolhain, en amont du plan d'eau de Briey, le Woigot est classé cours d'eau de première catégorie du domaine privé. À partir de là et jusqu'à Auboué où il se jette dans l'Orne, il passe en deuxième catégorie du domaine privé.
À Mance, il existe un parcours de pêche de la carpe de nuit.
Dans le bassin du Woigot, la pêche à la truite est pratiquée sur 23 kilomètres de rivière de première catégorie (Woigot, ruisseau de la Vallée et Grand Ru). Le domaine de deuxième catégorie s'étend sur un plan d'eau de 8,45 hectares et sur une longueur de 8 km de rivière. On y pratique la pêche de tous poissons (tanches, gardons, carpes, brochets, sandres, brèmes, rotengles, silures, etc.). Autrefois, la rivière regorgeait de rougets.

## Écologie
Depuis l'année 2007, le Woigot est l'objet de plusieurs opérations. Notamment, plusieurs opérations de lutte contre la pollution ont été pratiquées. Beaucoup de bénévoles ont participé aux récoltes de déchets.
Au niveau de Briey, des aménagements sont en cours en 2007.

### Qualité de l'eau
En 2006, l'Agence de l'Eau Rhin-Meuse attribuait à l'eau du Woigot, analysée au niveau de Briey, la qualité de « bonne » (catégorie 1B), en nette amélioration par rapport aux trois années précédentes où sa qualification n'était que « passable » (catégorie 2). En 1997, elle avait été qualifiée de « mauvaise » (catégorie 3). La demande biologique en oxygène (DBO5) en nette baisse est revenue dans le vert (à 3,1 mg/l). Le taux de saturation en oxygène atteignait 91 % en 2006, correspondant à 8,6 milligrammes par litre, et que la teneur en ion ammonium ou NH4+ se situait à 0,22 mg/l.
La qualité générale de l'eau est cependant un peu moins bonne en aval, à Auboué, au niveau du confluent avec l'Orne. L'eau du Woigot y décroche quand même la qualité de « passable ». À Auboué encore, c'est avant tout la demande biologique en oxygène (DBO5) qui laisse à désirer (à 5,4 mg/l).

## Patrimoine - Curiosités - Tourisme

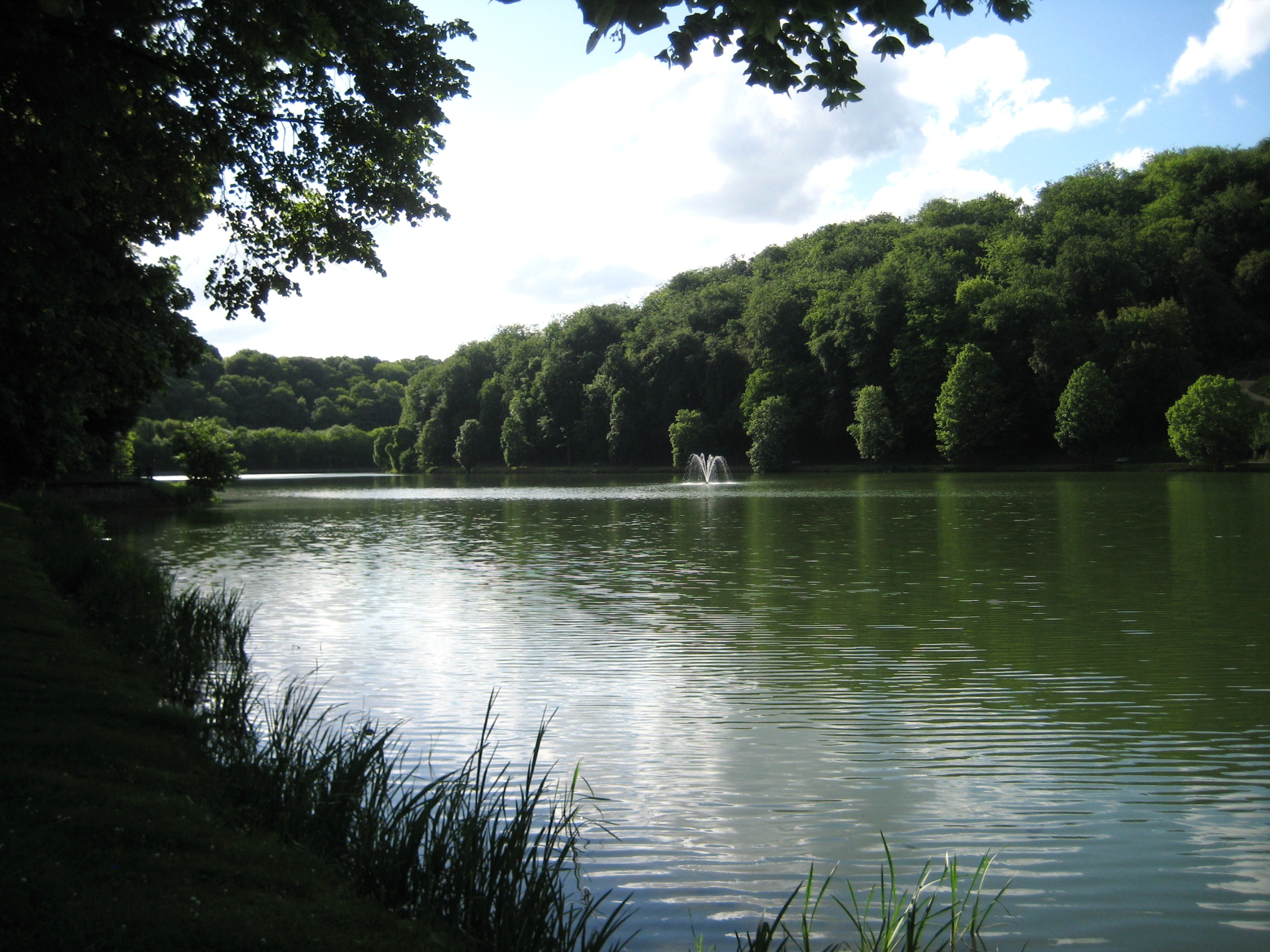
Le plan d'eau de la Sangsue à Briey.

Les mines de fer qui firent jadis la richesse de la région ne sont plus exploitées aujourd'hui. À l'écart des grands centres du tourisme français, la vallée du Woigot possède un patrimoine architectural civil et surtout religieux, le tout dans un beau cadre naturel constitué de bois et forêts, et aussi d'eau de bonne qualité et poissonneuse.
- Mont-Bonvillers : Commune composée de Mont et de Bonvillers. Très intéressante église romane Saint-Julien de Mont des XIe et XIIe, agrandie au XVe siècle (Monument Historique). Église Saint-Étienne-et-Saint-Thibault de Bonvillers du XVIIIe siècle (inscrit Monument Historique).

- Mairy-Mainville : Vestige de voie romaine. Église Saint-Martin de Mairy du XIIe siècle (Monument Historique) avec clocher du XIe siècle et tête de Mithra sculptée à sa base. Château des XVIe et XVIIe. Forêt communale, chasse.

- Mancieulles : L'église a un clocher du XIIe siècle, la nef et le chœur datant du XVIIIe siècle.

- Briey : L'église Saint-Gengoult des XIIIe et XIVe siècles (Monument Historique) possède des vestiges du XIIe siècle ainsi qu'un superbe trésor, un calvaire de bois polychrome de 1530 de Ligier Richier. Château du XIe siècle. Beffroi du XVIIIe siècle (inscrit Monument Historique). Hôtel de ville (inscrit Monument Historique). Jardins en terrasses le long des remparts. Ancien hôpital du XVIe siècle. Cité radieuse de Briey-en-Forêt (inscrit Monument Historique) de Le Corbusier (1959). Superbe forêt de Moyeuvre. Plan d'eau de la Sangsue. Pêche, sentiers pédestres, camping.